# Laura Angiulli
Laura Angiulli (Napoli, 28 aprile 1943) è una regista teatrale e sceneggiatrice italiana.

## Biografia
Laura Angiulli inizia la sua carriera alla fine degli anni '70 come regista teatrale. 
Nel 1991 fonda a Napoli, assieme a Rosario Squillace, il Teatro Stabile d'Innovazione Galleria Toledo.
Nel 1997 esordisce al cinema con la regia del film Tatuaggi da lei scritto. 
Nel 2008 ha scritto e diretto il lungometraggio Verso est che viene presentato alla 65 edizione della Mostra Internazionale d’Arte Cinematografica di Venezia nella sezione Orizzonti.
Dal 2003 al 2011 è stata membro del c.d.a. del Teatro Stabile di Napoli. 
Nel 2019 ha scritto e diretto il film Il re muore per questa opera è stata premiata come miglior regia femminile al London Independent Film Awards 2019.

## Filmografia

### Regia  e sceneggiatura
- Tatuaggi (1997)
- Anna la vita inquieta (2000) - cortometraggio
- Cantieri (2001)
- Essere e non Mirjana e Graziana - cortometraggio
- Verso est (2008)
- Il re muore (2019)
- Io ti conosco (2025)

## Teatrografia

### Regia
- Canto Fermo (1978)
- Io Sposo L’ombra (1980)
- Festa In Piazza (1981)
- Capitani Coraggiosi (1982)
- Full (Con Fabio Donato))(1983)
- La Ragazza Del Circo (1984)
- Apologia Di Reato (Con Fabio Donato) (1984)
- Alexandra's Room (1985-86),
- Cime Tempestose (1986-87)
- Allonsanfan (1988)
- Lo Trattenemiento De’ Peccerille (1989)
- Manuale Di Sopravvivenza (1990-91)
- La Vita Nuova (1993)
- Solo Per Te, Stellina ! (1993)
- ‘O Miedeco D'e Pazze (1994)
- L'uomo, La Bestia E La Virtù (1995)
- Core Pazzo (1996)
- Tatuaggi (1996)
- Le Balcon (1999)
- Temporale (2000)
- Antigone (2004)
- Il Baciamano (2005)
- Supereliogabbaret (2006)
- In Memoria (2007)
- Dove Sta Zazà (2008)
- Le Dame Apposticce Con Pulcinella Creduto Direttrice (2009)
- Lo Sposalizio (2010)
- Nema, Lento Adagio Cantabile (2010)
- Trilogia Del Male (2011)
- Riccardo III (2011),
- Otello (2011) ;
- Macbeth (2012);
- Paparascianno (2012);
- La Bisbetica Domata (2013)
- Miseria E Nobiltà (2014)
- Il Mercante Di Venezia (2014)
- Ecuba- Festa di nozze (2015)
- P_Ossessione Otello (2015)
- Peccato che fosse puttana (2016)
- Misura per misura (2016)
- Happy Crown (2017)
- Edoardo II (2018)
- Le braci (2018)
- Una dodicesima notte (2019)
- Medea di Portamedina (2020)
- Pescatori (2020)
- Pinocchio (2020)
- progetto la congiura, Giulio Cesare (2020)
- Lucy e le altre (2021)